# Pierwszy rząd Hermanna Müllera
Pierwszy rząd Hermanna Müllera – 27 marca 1920 - 21 czerwca 1920.
| Funkcja                                                 | Imię i nazwisko                                   | Partia      |
| ------------------------------------------------------- | ------------------------------------------------- | ----------- |
| Reichskanzler - Kanclerz Rzeszy                         | Hermann Müller                                    | SPD         |
| Stellvertreter des Reichskanzlers - Wicekanclerz Rzeszy | Erich Koch-Weser                                  | DDP         |
| Minister spraw zagranicznych                            | Hermann Müller (do 10 kwietnia 1920) Adolf Köster | SPD         |
| Minister spraw wewnętrznych                             | Erich Koch-Weser                                  | DDP         |
| Minister sprawiedliwości                                | Andreas Blunck                                    | DDP         |
| Minister finansów                                       | Joseph Wirth                                      | Zentrum     |
| Minister gospodarki                                     | Robert Schmidt                                    | SPD         |
| Minister polityki żywnościowej                          | Andreas Hermes                                    | Zentrum     |
| Minister pracy i polityki społecznej                    | Alexander Schlicke                                | SPD         |
| Minister obrony                                         | Otto Geßler                                       | DDP         |
| Minister transportu                                     | Johannes Bell (do 1 maja 1920) Gustav Bauer       | Zentrum SPD |
| Minister poczty                                         | Johannes Giesberts                                | Zentrum     |
| Minister skarbu Państwa                                 | Gustav Bauer                                      | SPD         |
| Minister bez teki                                       | Eduard David                                      | SPD         |